# غراهام ألان
غراهام ألان (بالإنجليزية: Graham Robert Allan)‏ هو رياضياتي بريطاني، ولد في 13 أغسطس 1936 في Southgate, London ‏ في المملكة المتحدة، وتوفي في 9 أغسطس 2007.